# Weißerdenzeche St. Andreas

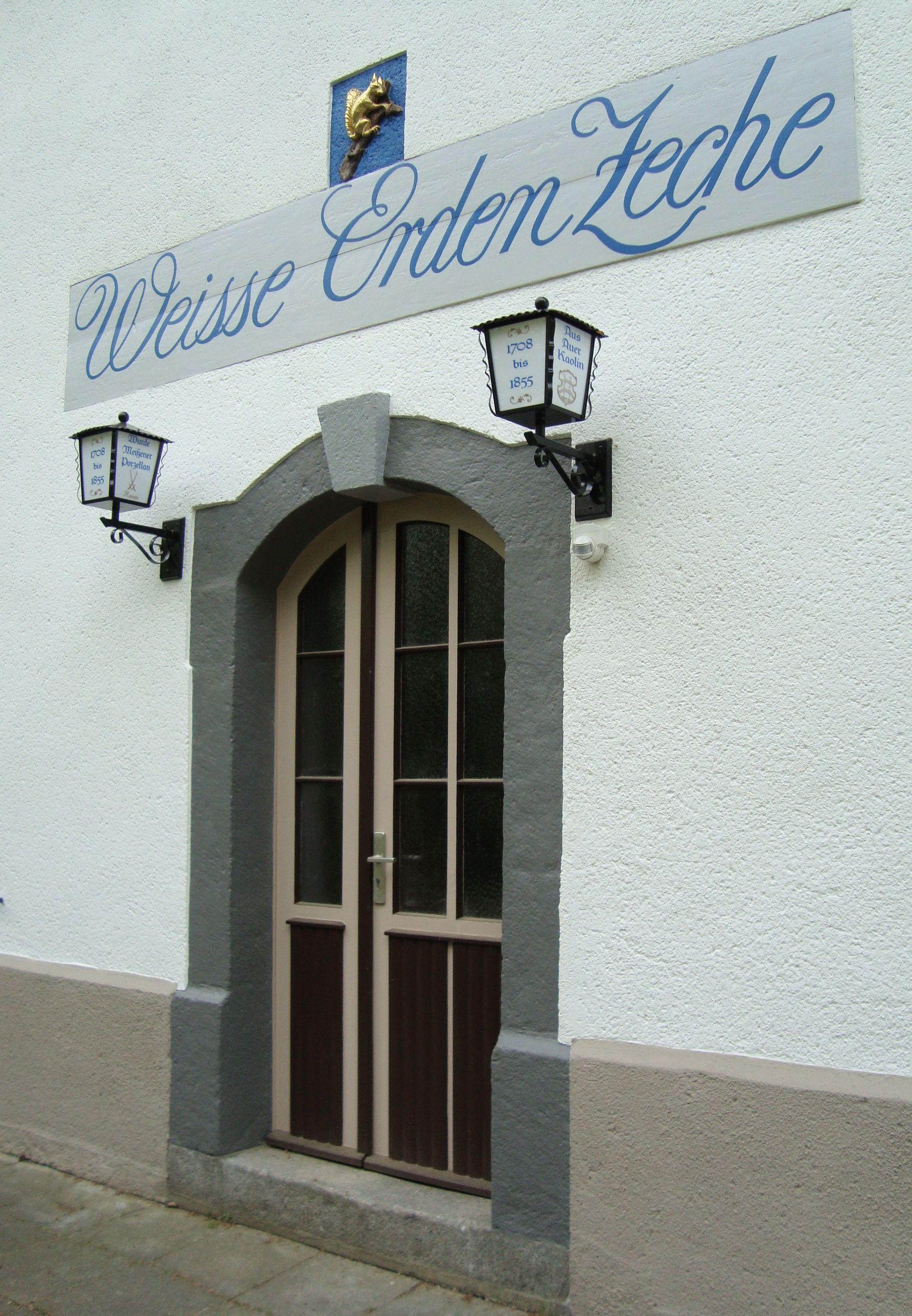
Eingangsbereich des Huthauses

Die Weißerdenzeche St. Andreas in Aue, in der 1698 erstmals „weiße Erde“ (Kaolin) gefunden wurde, war bis zur Mitte des 19. Jahrhunderts fast alleiniger Lieferant für die sächsische Porzellanmanufaktur in Meißen.
Die Weißerdenzeche St. Andreas ergänzt als „assoziierte Stätte“ die Welterbelandschaft Montanregion Erzgebirge/Krušnohoří, die seit 2019 Teil des UNESCO-Welterbes ist.

## Geologie
Ausgangspunkt für die Bildung des Kaolinvorkommens der Weißerdenzeche waren siliziumreiche Magmen, die in die aus Metamorphiten bestehende und wesentlich ältere  Gesteinsumgebung eindrangen. Der aus dem Magma als Granit erstarrende Stock bildete eine kuppelförmige unterirdische Aufragung im Umgebungsgestein und ist ein Intrusionskörper der Aue-Schwarzenberger-Granitzone. Es entstand dabei eine pegmatitische (sehr grobkörnige) Phase dieses Granits, die an zahlreichen anderen Stellen den Granitkörpern dieser Zone ebenso aufsitzt („Stockscheider“). Der Kalifeldspat des Granits wurde später durch hydrothermale Vorgänge (Fluide) vollständig in das Mineral Kaolinit umgewandelt (Kaolinisierung). Diese Kaolinitlagerstätte besteht aus zwei Horizonten, die durch eine etwa 0,3 m mächtige kleinkörnige und bereits in chemischer Zersetzung befindlichen zwischengelagerte Lage eines feinkörnigen Granits voneinander getrennt sind. Insgesamt trat das Kaolinit in einer etwa 4 m mächtigen Lagerstätte auf, was dem pegmatitischen Bereich des Granits entsprach. Die Randbereiche der Kaolinitlagen wurden durch Mineralisationen aus den angrenzend verlaufenden Störungen versetzt und verschleppt (unregelmäßiges Auslaufen). Die Kaolinit liegt oberflächennah ab einer Teufe von 6 bis 8 m. Seit der Mitte des 19. Jahrhunderts ist diese Lagerstätte erschöpft. Die Bergsicherung Schneeberg führte 1986 Sicherungsarbeiten durch.
Nach der Kaolinisierung sanken allerdings die Flanken der Granitkuppe mitsamt der zum Rande hin auslaufenden Kaolinbedeckung durch Verwerfungen um bis zu 30 Meter ab. In den Verwerfungen kam es zur Bildung von Erzgängen mit Hämatit und Magnetit. Abschnittsweise wurde auch das Kaolin mit Eisenmineralien imprägniert, so dass dieser tiefer liegende Bereich der Lagerstätte für die Porzellanherstellung teilweise unbrauchbar wurde.
Insgesamt umfasste das Vorkommen der Weißerdenzeche eine vergleichsweise kleine Fläche von ca. 100 mal 100 Metern mit einem Gehalt von ca. 8000 Tonnen Kaolinit. Der Kern der Lagerstätte, das direkt auf dem Scheitel der Granitkuppe liegende Kaolinit umfasste ca. 5600 Tonnen. In den durch Verwerfungen abgesunkenen Teilen der Lagerstätte lagerten demnach nochmals ca. 2400 Tonnen.

## Entdeckung der „Weißen Erde“
Die Anfänge des Bergbaus am Auer Heidelsberg reichen bis ins 17. Jahrhundert zurück. Gegenstand des Abbaus waren die Eisenerzgänge, die für den Betrieb des Auerhammers gebrochen wurden. 1700 stießen Bergleute der Zeche Roter St. Andreas dabei erstmals auf die „weiße Erde“. Der Besitzer der Grube, der Hammer- und Blaufarbenherr Veit Hans Schnorr von Carolsfeld, nutzte diese zunächst im eigenen Blaufarbenwerk Niederpfannenstiel, wo sie als Beimischung zur Produktion von Eschel diente. Weiterhin wurde sie für die Herstellung feuerfester Ziegel von Schmelzöfen für das Kobaltschmelzen verwendet. Schnorr mutete das neu entdeckte Vorkommen noch 1700 unter dem Namen Weißer St. Andreas Fundgrube und war alleiniger Besitzer aller 128 Kuxe.

## Lieferant der Meißner Porzellanmanufaktur

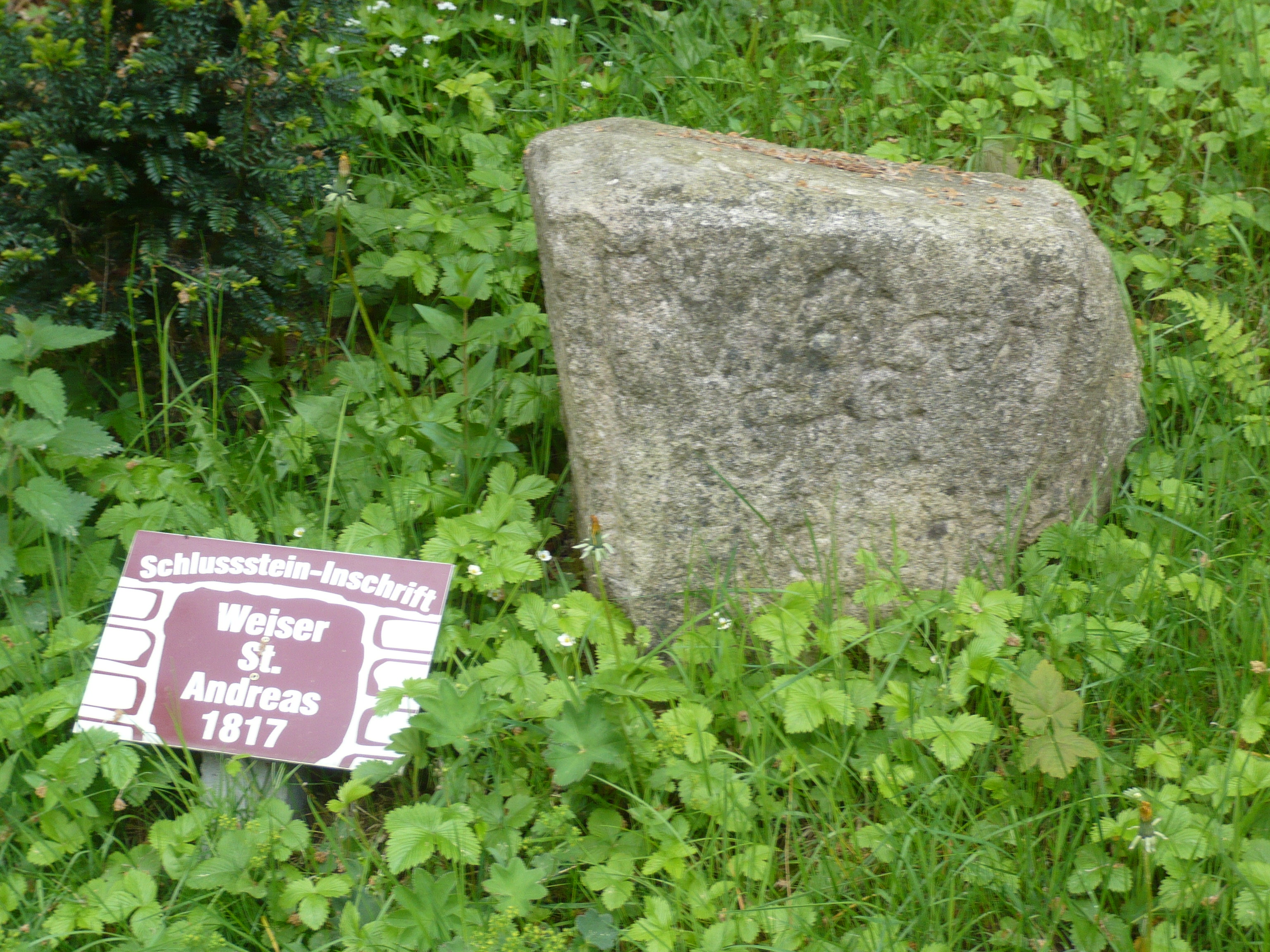
Schlussstein des Zecheneingangs St. Andreas

1708 ließ August der Starke von seinen sächsischen Bergämtern Proben für geeignete Tonerden zur Porzellanherstellung liefern. Der Legende nach hat Ehrenfried Walther von Tschirnhaus mit Hilfe einer aus dem erzgebirgischen Bergamt Schneeberg eingeschickten Weißerdenprobe das erste Porzellanbecherchen hergestellt. Die Schnorrsche Tonerde erwies sich als wichtiger Rohstoff für die Porzellanherstellung, so dass Schnorr 1711 das Privileg für die alleinige Belieferung der neugegründeten Meißner Porzellanmanufaktur erhielt. In der Folge konnte er sein Grubenfeld erweitern.
Nachdem der neue Besitzer Johann Enoch Schnorr von Carolsfeld Lieferungen nach Wien und Venedig getätigt hatte, verbot Kurfürst August der Starke 1729 die Ausfuhr der kostbaren Porzellanerde. In dieser Zeit (1728–30) wurden von Seiten des Kurfürsten auch andere Kaolingruben (u. a. Gottes Geschick in Bockau, Weiße Maus Fundgrube in Grünstädtel) aufgekauft und stillgelegt. Der Eigenlöhnerbergbau auf Kaolin wurde ebenso untersagt, wie die Verwendung von Kaolin zur Herstellung feuerfester Schmelzofenziegel.
Mandate von 1745 und vom 30. April 1749 drohten mit harten Strafen bis hin zum Strang für jeden, der „weiße Erde“ außer Landes brachte. Jedoch konnte Friedrich II. von Preußen im Siebenjährigen Krieg Transporte aus Aue beschlagnahmen, die er seiner 1742 gegründeten Porzellan-Manufaktur in Berlin zuführen ließ. 1764 wurde das Ausfuhrverbot dahingehend erweitert, dass Beamten, die ihre Aufsichtspflicht vernachlässigten, für jeden mit „weißer Erde“ beladenen Wagen eine Strafe von 100 Gulden angedroht wurde. Das Befahren der Weißenerdenzeche St. Andreas war Fremden bereits seit 1711 streng verboten (das Verbot wurde erst 1838 gelockert). Der Transport der Erzeugnisse erfolgte wöchentlich durch vereidigte Fuhrleute in mit vier Siegeln gesicherten Fässern.
Ab 1745 strebte Kurfürst Friedrich August II. die Übernahme und damit Verstaatlichung der Zeche an, so dass er bei jeder sich bietenden Gelegenheit Kuxe aufkaufen ließ. 1750 befanden sich bereits 68 Kuxe im staatlichen Besitz, die restlichen 59 verblieben jedoch bei den Erben der Familie Schnorr. Seit 1752 überwachte der Bergmeister von Schneeberg als staatlicher Kommissar den Abbaubetrieb. Im gleichen Jahr erging der kurfürstliche Befehl, auch andernorts in Sachsen nach Kaolin zu suchen. 1764 wurde die Lagerstätte in Seilitz entdeckt.
Bis 1810 erfolgte der nahezu vollständige Abbau der im Scheitelbereich der Granitkuppel lagernden Vorräte. Aufgrund der Erschöpfung dieses Teils der Lagerstätte verschlechterte sich auch die Qualität des gelieferten Kaolins, so dass der Absatz der Produkte der Meißner Porzellanmanufaktur nachließ. Um die Grube vor der Schließung zu bewahren, begann die Erkundung der tiefer liegenden Fortsetzungen des Kuppelvorkommens in den Verwerfungen an den Flanken des Granitstockes. Zur Erkundung der „Neuen Lager“ wurde das an der Südwestflanke der Granitkuppel in tieferen Bereichen lagernde Kaolin ab 1817 durch den Neue Andreas-Tageschacht erschlossen, der 1850 seine Endteufe von 64 Metern erreichte. Gleichzeitig wurde der bereits seit 1764 angelegte Neue Tiefe Roten-Andreas-Stolln weiter vorangetrieben.
Etwa ab 1820 setzte der Abbau der Kaolinvorkommen in den „Neuen Lagern“ ein. Gleichzeitig erfolgte ein reger Abbau des in den Erzgängen vorhandenen Eisenerzes. Fünf Jahre später befuhr Berghauptmann Sigismund August Wolfgang von Herder die Grube. 1828 erwarb die Porzellanmanufaktur 56 Kuxe zum Preis von je 150 Talern. Damit befanden sich nun fast alle Grubenanteile in staatlicher Hand.
Nachdem um 1840 die Qualität der Lieferungen aus Aue stark nachgelassen hatte, wich die Porzellanmanufaktur verstärkt auf Lieferungen aus Sornzig und Seilitz aus. Obwohl 1844 ein mit Wasserrad angetriebenes Kunstgezeug zum Abbau der unterhalb der Sohle des Neue Tiefe Roten-Andreas-Stolln gelegenen Vorkommen installiert wurde, gestaltete sich der Abbau ab 1849 zunehmend unrentabel, da nur noch kleinere und qualitativ minderwertige Kaolinnester entdeckt wurden. 1851 lieferte die Weißerdenzeche St. Andreas letztmals Kaolin an die Meißner Porzellanmanufaktur. Am 12. November 1855 wurde der Betrieb der Zeche endgültig eingestellt. Aus Dankbarkeit für die rund 150-jährige Belieferung mit Kaolin stiftete die Meißner Manufaktur für den Neubau der St.-Nikolaikirche in Aue drei Porzellanbilder für den Altar.
1912 ging das Gelände samt Huthaus in das Eigentum der Stadt Aue über. Seit 1994 sind das Stadtmuseum Aue, die frühere Weißerdenzeche und der Obere Vestenburger Stolln (früher Irrgänger) durch einen rund 2 km langen Bergbaulehrpfad verbunden und können besichtigt werden.

### Förder- und Beschäftigtenzahlen
Die Weißerdenzeche St. Andreas lieferte im Laufe von 150 Betriebsjahren etwa 8000 Tonnen Kaolinit an die Meißner Porzellanmanufaktur. Förderzahlen sind seit 1713 überliefert. Der Abbau des auf dem Scheitel der Granitkuppel liegende Kaolinit im Umfang von etwa 5600 Tonnen erfolgte bis 1810. Dabei belief sich das durchschnittliche Ausbringen bis 1780 auf etwa 44 Tonnen pro Jahr. Im Zeitraum zwischen 1780 und 1810 konnte das Ausbringen auf durchschnittlich etwa 85 Tonnen pro Jahr gesteigert werden. Aus den Vorkommen des neuen Lagers gewann man bis 1851 nochmals etwa 2400 Tonnen, d. h. durchschnittlich etwa 60 Tonnen pro Jahr.
Hinsichtlich ihrer Belegschaft zählte die Weißerdenzeche trotz ihrer ökonomischen Bedeutung zu den kleinen erzgebirgischen Gruben. Der Abbau wurde 1780/84 mit einer Belegschaft von 10 Mann realisiert. 1806 arbeiteten für die Grube 30 Bergleute, die sich aus 1 Steiger, 3 Häuern, 11 Knechten und 15 Bergjungen zusammensetzten. Während der letzten Betriebsjahrzehnte im 19. Jahrhundert umfasste die Belegschaft im Schnitt etwa 30 Mann.

## Die Gebäude der Zeche
1705 wurde für die erste Zeche ein Huthaus, ein Scheide- und ein Trockenhaus sowie ein Schlämmhaus gebaut. Nachdem das erste Huthaus einem Brand zum Opfer gefallen war, wurde es 1792 wieder aufgebaut. 1828 ließ der Bergwerksbetreiber am Neuen Andreas ein neues Huthaus errichten. 1912 fiel der stillgelegte Stollen mit dem Gebäude an die Stadt Aue. Beim Kauf wurde festgeschrieben, dass aus diesem Bergwerk nie wieder Kaolin abgebaut und auch kein industrieller Betrieb auf dem Grundstück erfolgen darf. So überließ die Stadtverwaltung das Huthaus erbpachtlich dem 1863 gegründeten Bürgerverein. Nach etlichen Problemen, die der Erste Weltkrieg und die Inflation verursacht hatten, konnte 1920 das Bürgerheim, eine Unterkunft für ältere Ehepaare ohne Anhang und alleinstehende ältere Bürger eröffnet werden. Bis 1933 erfolgten Modernisierungen zur Wasserversorgung, zur Verbesserung des Geländes und schließlich noch ein Anbau. Alle Sanierungs- und Umbaumaßnahmen beruhten auf Plänen des Architekten Hans Kästner. Nach dem Zweiten Weltkrieg richtete die Stadt Aue den Gebäudekomplex als Feierabendheim ein. Nach einem Brand 1984 stand das Anwesen bis 1990 leer. Danach kauften es Privatleute und ließen es restaurieren. Sie beabsichtigen, in dem denkmalgeschützten Huthaus eine Ausflugsgaststätte mit Pensionsbetrieb einzurichten.